# Satonda
Satonda (Bahasa Indonesia: Pulau Satonda) ist eine unbewohnte indonesische Insel. Sie liegt im Pazifischen Ozean nördlich der erheblich größeren Insel Sumbawa in der Provinz West-Nusa Tenggara.

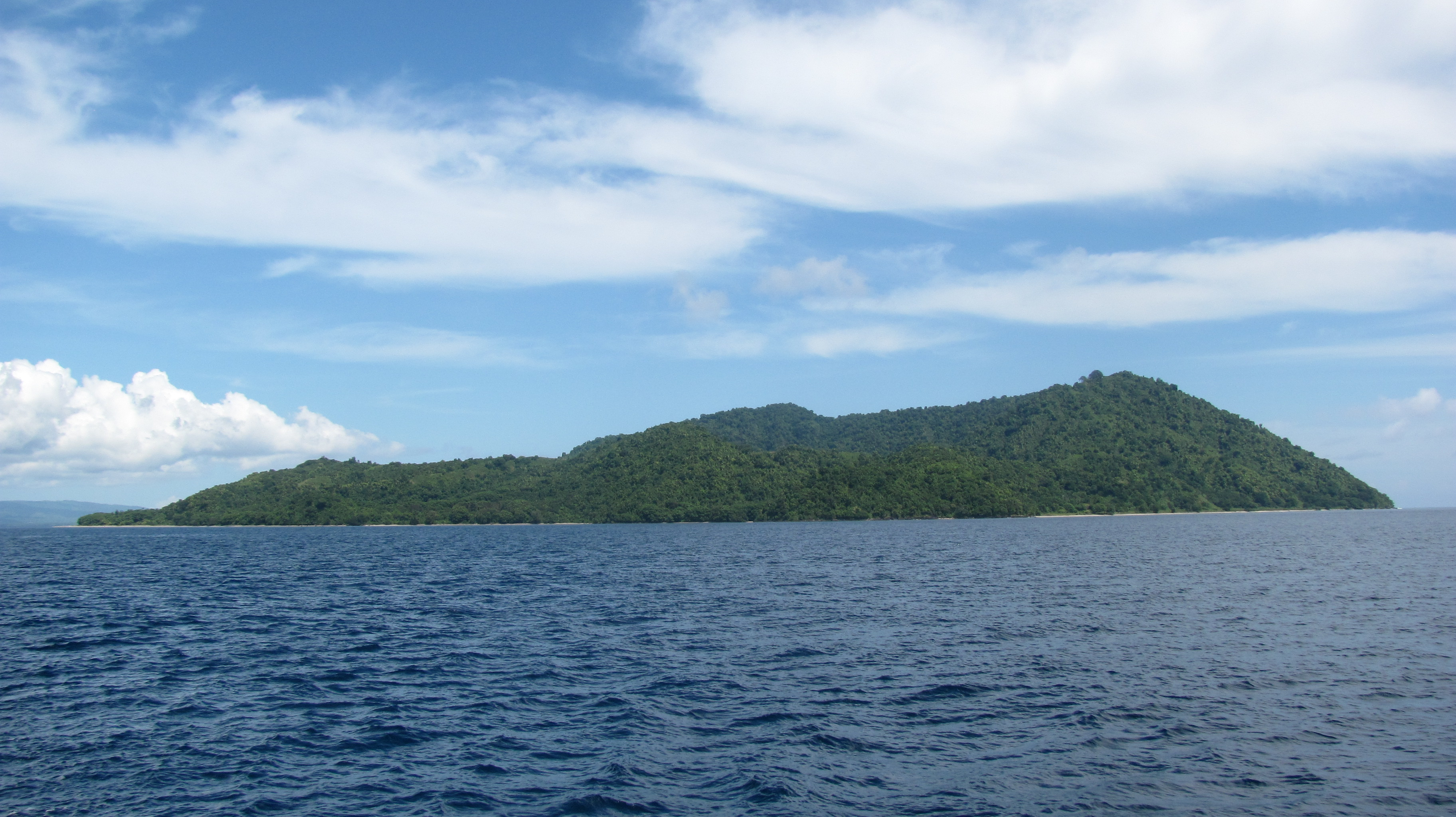
Blick auf Satonda von Norden

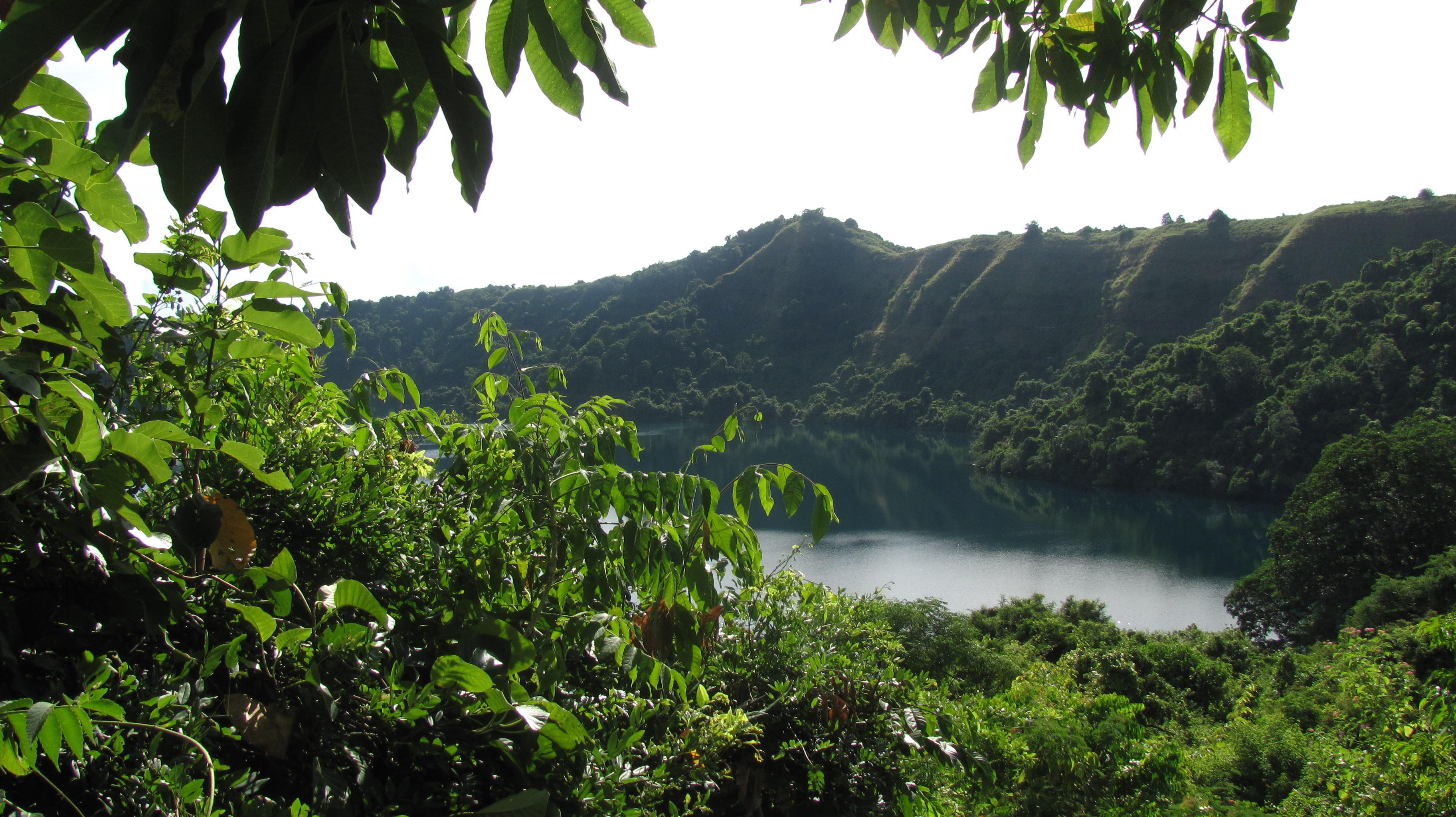
Kratersee

Satonda bedeckt eine Fläche von 4,8 km² und erreicht eine Höhe von 289 m. ü. d. M. Die Insel ist vulkanischen Ursprungs. In ihrer Mitte befindet sich ein mit Wasser gefüllter Krater mit einer Ausdehnung von 150 m × 200 m und einer Tiefe von bis zu 70 m. Als 1815 der Ausbruch des Vulkans Tambora auf der Nachbarinsel Sumbawa einen Tsunami auslöste, drang Meerwasser in den Krater ein, in dem sich vorher ein Kratersee aus Süßwasser befunden hatte. Satonda ist bewaldet, verfügt jedoch über einen Sandstrand mit einem Anleger für kleinere Boote, von dem aus ein befestigter Wanderweg zum Krater führt. Der Bau einer Hotelanlage ist geplant. Satonda ist von einem ausgedehnten Korallenriff umgeben.